# Fénay
Fénay é uma comuna francesa na região administrativa da Borgonha-Franco-Condado, no departamento de Côte-d'Or. Estende-se por uma área de 10,43 km². Em 2010 a comuna tinha 1 680 habitantes (densidade: 161,1 hab./km²).